# Gergő Iváncsik
Gergő Iváncsik [ˈɡɛrɡøː ˈivaːnʧik] (* 30. November 1981 in Győr, Ungarn) ist ein ehemaliger ungarischer Handballspieler.

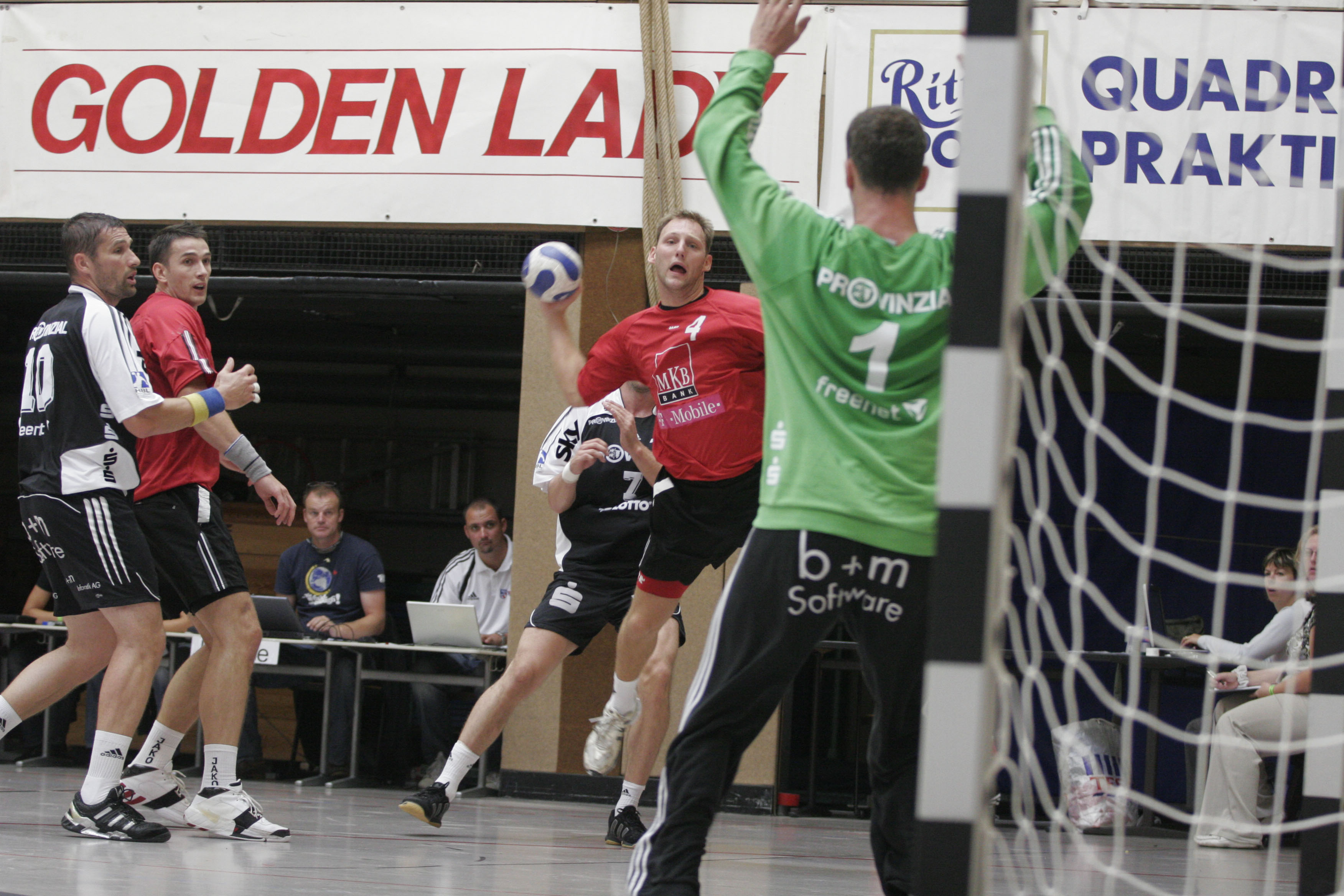
Gergő Iváncsik beim Torwurf

Iváncsik, der für den ungarischen Spitzenclub Telekom Veszprém (Rückennr. 4) spielte und für die ungarische Männer-Handballnationalmannschaft (Rückennr. 8) auflief, wurde meistens auf Linksaußen eingesetzt.
Gergő Iváncsik begann 1994 in Graz bei HC Steyr Auto Graz mit dem Handballspielen, wo er 1994 zusammen mit seinem Bruder Tamás Iváncsik bei der österreichischen Meisterschaft der U 12 den 2. Platz belegt und zum besten Spieler des Turniers gewählt wurde. Ab 1995 spielte er in seiner Heimatstadt bei Győri ETO KC. Bereits sein Vater Mihály Iváncsik war ungarischer Nationalspieler gewesen; Gergő folgte seinen Spuren. Bei Győri debütierte er 1998 der ersten Herren-Mannschaft. Schnell machte Iváncsik auf sich aufmerksam und wechselte 2000 zum ungarischen Serienmeister Fotex Veszprém. 
Mit den Männern vom Balaton gewann er 2001, 2002, 2003, 2004, 2005, 2006, 2008, 2009, 2010, 2011, 2012, 2013, 2014, 2015, 2016 und 2017 die ungarische Meisterschaft sowie 2002, 2003, 2004, 2005, 2007, 2009, 2010, 2011, 2012, 2013, 2014, 2015, 2016 und 2017 den ungarischen Pokal. 2002 stand er mit Veszprém im Finale der EHF Champions League, scheiterte aber an den SC Magdeburg Gladiators. 2008 gewann er mit Veszprém den Europapokal der Pokalsieger. 2011 war er für den katarischen al-Sadd Sports Club aktiv. Nach der Saison 2016/17 beendete er seine Karriere.
Gergő Iváncsik bestritt 265 Länderspiele für die ungarische Männer-Handballnationalmannschaft. Mit Ungarn wurde er bei der Handball-Weltmeisterschaft der Männer 2003 Sechster, bei der Handball-Europameisterschaft 2004 Neunter und bei den Olympischen Spielen 2004 in Athen Vierter. Er nahm auch an der Handball-Weltmeisterschaft der Männer 2007 in Deutschland teil, belegte mit seinem Team aber nur den neunten Platz. Im Sommer 2012 nahm er erneut an den Olympischen Spielen in London teil. Bei der Handball-Weltmeisterschaft der Männer 2013 in Spanien belegte er mit Ungarn den 8. Platz.
Gergős Bruder Tamás Iváncsik spielte bei HC Minaur Baia Mare und für das Nationalteam. 
Gergő hat auch noch einen weiteren Bruder, Ádám Iváncsik, der ebenfalls Handball spielt. Er steht in Diensten des Ligakonkurrenten Tatabánya KC.  